# Winchester (Illinois)
Winchester ist eine Kleinstadt und Verwaltungssitz des Scott County im Westen des US-amerikanischen Bundesstaates Illinois. Das U.S. Census Bureau hat bei der Volkszählung 2020 eine Einwohnerzahl von 1.574 ermittelt.

## Geographie
Die Stadt erstreckt sich über 2,7 km², die ausschließlich aus Landfläche bestehen.
Winchester liegt 13 km östlich des Illinois River und 60,5 km östlich des Mississippi River, der die Grenze nach Missouri bildet.
Durch Winchester führt die Illinois State Route 106 und trifft dort mit einer Reihe untergeordneter Straßen zusammen. 5,5 km nördlich von Winchester verläuft in Ost-West-Richtung die Interstate 72 und der deckungsgleich verlaufende U.S. Highway 36.
84,1 km sind es in östlicher Richtung bis in Illinois’ Hauptstadt Springfield, St. Louis in Missouri liegt 125 km im Süden, die Quad Cities liegen 237 km im Norden und Chicago 403 km im Nordosten.

## Demografische Daten
Bei der Volkszählung im Jahre 2000 wurde eine Einwohnerzahl von 1650 ermittelt. Diese verteilten sich auf 727 Haushalte in 460 Familien. Die Bevölkerungsdichte lag bei 608,0/km². Es gab 785 Wohngebäude, was einer Bebauungsdichte von 289,2/km² entsprach.
Die Bevölkerung bestand im Jahre 2000 aus 99,9 % Weißen und 0,1 % Indianern. 1,1 % gaben an, von mindestens zwei dieser Gruppen abzustammen. 0,2 % der Bevölkerung bestand aus Hispanics, die verschiedenen Gruppen angehörten.
25,0 % waren unter 18 Jahren, 6,4 % zwischen 18 und 24, 25,5 % von 25 bis 44, 21,8 % von 45 bis 64 und 21,3 % 65 und älter. Das durchschnittliche Alter lag bei 40 Jahren. Auf 100 Frauen kamen statistisch 85,4 Männer, bei den über 18-Jährigen 80,8.
Das durchschnittliche Einkommen pro Haushalt betrug $30.938, das durchschnittliche Familieneinkommen $40.592. Das durchschnittliche Einkommen der Männer lag bei $31.410, das der Frauen bei $20.000. Das Pro-Kopf-Einkommen belief sich auf $17.354. Rund 6,8 % der Familien und 10,4 % der Gesamtbevölkerung lagen mit ihrem Einkommen unter der Armutsgrenze.